# Via Giuseppe Verdi
Via Giuseppe Verdi è una via del centro storico di Firenze, che va da piazza Santa Croce a via Pietrapiana (canto alle Rondini). Lungo il tracciato si innestano via dei Lavatoi, via Ghibellina (canto degli Aranci), via de' Pandolfini (canto alla Badessa) e via dell'Agnolo (canto dei Chierici), via dell'Ulivo e via di San Pier Maggiore.

## Storia
La strada è divisibile in due tronconi, separati da via dei Lavatoi. Il primo, verso piazza Santa Croce, si chiamava "via del Diluvio" dall'alluvione del 1557, poiché questa zona (come sarà anche nel 1966) è quella altimetricamente più bassa del centro storico di Firenze e quindi particolarmente vulnerabile in caso di tali sciagure (qui le acque raggiungensero anche i cinque metri di altezza). Tale condizione è dovuta al fatto che lungo la strada, fino a via de' Benci, corressero i fossati che circondavano le mura del XII secolo, creando, anche dopo la ricopertura, una zona di maggiore depressione rispetto a quelle circostanti.

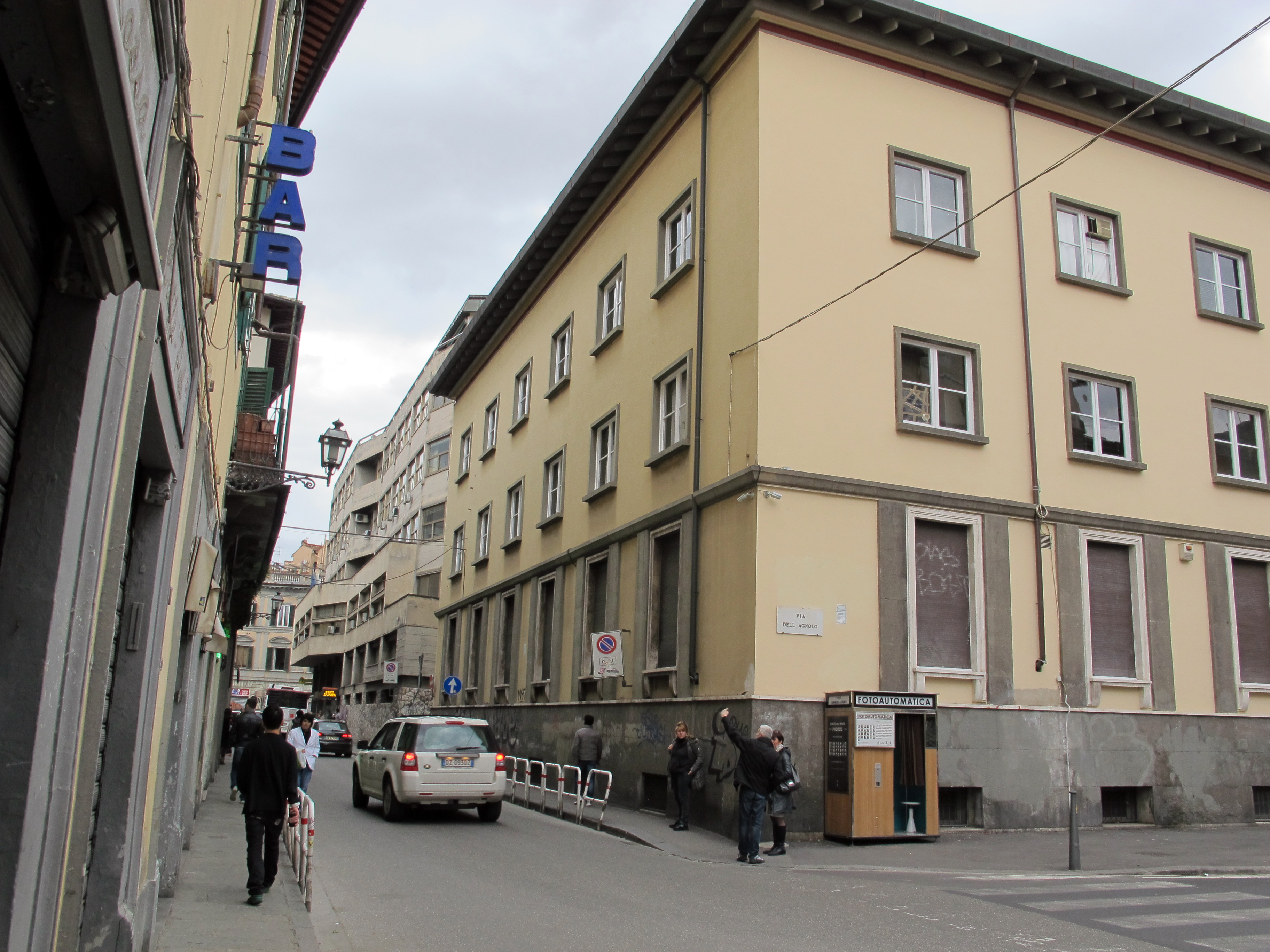
Veduta all'altezza dell'incrocio con via dell'Agnolo

Il tratto seguente, fino a via Ghibellina, era invece chiamata "via delle Stinche", poiché qui vi sorgeva il tetro carcere delle Stinche, una sorta di grande cubo in muratura pressoché senza finestre rivolte all'esterno. Fu chiamato anche "via del Rosaio". Dopo la demolizione del carcere vi fu costruito il Teatro Pagliano. Nel 1901, anno della morte di Giuseppe Verdi, teatro e via vennero rinominati in suo onore.
Questo incrocio, con via Ghibellina, si chiamò Canto degli Aranci, dalle piante che crescevano in un giardino, e prima ancora Canto dei Leoni: pare che questo derivasse dal fatto che qui ebbero casa i discendenti di quell'Orlanduccio salvato da una leonessa in quella che poi fu appunto chiamata via dei Leoni. In questo punto avvenne un fatto di sangue nel 1576, riscoperto in un manoscritto da Guido Carocci: il paggio del granduca Lelio Torelli da Fano, nell'uscire dalla casa del bandieraio Ulivo, fu assalito e ucciso da Troilo Orsini poiché ritenuto troppo ammanicato con Isabella de' Medici, maritata al suo congiunto Paolo Giordano Orsini e forse pure amante di Troilo; ciò non fu che un anticipo del delitto passionale che pare fece assassinare la stessa Isabella per mano del marito, nella villa di Cerreto Guidi. Scappato a Parigi, Troilo fu coimunque raggiunto e fatto fuori da un sicario di Francesco I de' Medici.
Oltre questo incrocio, le case di sinistra erano dei Salviati, quelle di destra dei Riccialbani; tra le basse costruzioni, dove si trova anche la sede storica di Filistrucchi, gli edifici furono costruiti a ridosso delle antiche mura; all'angolo con via dei Pandolfini una sorta di torretta faceva parte dei locali annessi all'oratorio di San Niccolò del Ceppo.
La parte terminale della strada, che oggi sfocia in piazza Salvemini (ma che fino al 1936 proseguiva direttamente verso via Fiesolana) era chiamata "via del Fosso", per via del fossato che correva lungo le penultime mura, del XII secolo. Questo tratto venne stravolto da un progetto urbanistico degli anni Trenta, realizzato solo in parte prima dello scoppio della guerra e completato poi negli anni sessanta: a tale intervento risalgono la Casa del Fascio, al posto del monastero delle Santucce, e le Poste di via Pietrapiana, di Giovanni Michelucci.
Il nome attuale della via fu deciso un anno appeno dopo la morte di Giuseppe Verdi, con decreto comunale è datato 8 febbraio e firmato dal prosindaco Antonio Artimini.

## Descrizione

### Edifici
| Immagine | N°          | Nome                                                                | Descrizione |
| -------- | ----------- | ------------------------------------------------------------------- | --- |
|          | 1-3         | Palazzo Bartolini Salimbeni-Lenzoni                                 | Il grande palazzo fu costruito nel Seicento da Raffaello del Bianco nel luogo dove insisteva un edificio con loggia della famiglia Risaliti. Era uno dei possedimenti della famiglia Bartolini Salimbeni. Rimaneggiato nell'Ottocento da Giuseppe Martelli, fu successivamente dei Dei e quindi di Carlotta de' Medici che, sposandosi con Francesco Lenzoni, portò a quest'ultimo in dote la proprietà. Danneggiato dall'alluvione del 4 novembre 1966 è stato successivamente restaurato tra il 1968 e il 1969. Il palazzo è un notevole esempio del recupero, proprio degli inizi del Seicento, del linguaggio architettonico rinascimentale, dopo la fase di sperimentazione manierista. Si vedano, ad esempio, le pilastrate angolari e, in parte, il portone, come pure la grandiosa gronda alla fiorentina. |
|          | 2r-4r       | Casa del Diluvio                                                    | L'edificio determina la cantonata tra piazza Santa Croce e si presenta nelle forme assunte al termine di vari ampliamenti e accorpamenti succedutisi nel tempo. L'edificio è solitamente ricordato con la denominazione di casa del Diluvio, per la presenza di una memoria relativa all'altezza raggiunta dalle acque durante l'inondazione del 13 settembre 1557, quando l'Arno la sommerse per 3,62 metri (braccia 6.4.8). L'antica iscrizione, graffita sull'intonaco, venne rinnovata in marmo nel 1839 e ancora è in situ. Sopra di questa, più recente, un altro traguardo ricorda il ben più alto livello raggiunto dalle acque durante l'alluvione del 4 novembre 1966. |
|          | 5           | Teatro Verdi                                                        | All'angolo con via Ghibellina si trovava il Carcere delle Stinche, risalente al Trecento e demolito nell'Ottocento per far posto al grande teatro odierno, che all'inizio si chiamava Teatro Pagliano (da Girolamo Pagliano, un ex-baritono promotore del progetto) e che fu dedicato a Giuseppe Verdi solo nel 1901. Fra i più grandi teatri d'Italia dell'epoca, con cinque ordini di palchi, fu inaugurato nel 1854 e da allora non ha mai interrotto la sua attività, prima essenzialmente come teatro lirico (qui fu rappresentata la prima del Rigoletto quando ancora si intitolava Il Viscardello), poi gradualmente ampliando il raggio di rappresentazioni, dall'operetta alla musica leggera e jazz (dal dopoguerra), dal teatro leggero e la rivista fino alla musica sinfonica del Maggio Musicale Fiorentino e al balletto. Dal 1998 è gestito dalla Fondazione Orchestra Regionale Toscana. |
|          | 6           | Casa Dazzi                                                          | L'edificio, a due soli assi, presenta sostanzialmente caratteri seicenteschi (ma dal disegno del piano terreno si può supporre l'esistenza di una preesistente casa corte mercantile), mantenuti come riferimento anche nelle integrazioni successive. L'ultimo piano dovrebbe essere frutto di una soprelevazione attuata nel periodo 1832-1849. La casa è inoltre da segnalare per aver visto i natali di Pietro Dazzi, come ricorda una lapide qui posta nel 1898. |
|          | 7           | Casamento                                                           | L'edificio è il tipico casamento ottocentesco, lungo ben sette assi (più uno dipinto a trompe-l'oeil) su via Verdi e quattro su via Ghibellina per tre piani, peraltro privo di particolari elementi decorativi, a eccezione di alcuni balconcini all'ultimo piano su via Ghibellina, elemento abbastanza raro nel dcentro storico. Si segnala comunque la presenza sulla cantonata di uno stemma araldico, benché oramai illeggibile. |
|          | 20          | Casamento                                                           | L'edificio, in angolo con via Ghibellina, mostra qui il lato minore con tre piani su tre assi (contro i ben nove assi su via Verdi) e presenta una sobria decorazione neomanierista, con portone ad arco, cantonata rinforzata da bugne e finestre con cornici in pietra allineate sui marcadavanzali. Si segnala sulla cantontata la presenza di una piccola edicola votiva, oggi contenente un rilievo della Madonna col Bambino e san Giovannino, probabilmente in gesso. |
|          | 9           | Filistrucchi                                                        | Un edificio a due piani, caratterizzato da un portalino centrale tra due ampie vetrine incorniciate da boiserie, è la sede storica di Filistrucchi, negozio e laboratorio specializzato in parrucche e maschere teatrali, aperta dal 1720. Sulla facciata una targa indica il livello delle acque durante l'alluvione del 1844 e, ben più in alto, durante l'quello del 1966, quando il negozio subì danni gravissimi, perdendo una notevole parte di materiale storico. La Bottega è stata insignita da Unioncamere del titolo di “Impresa Storica d’Italia” ed è inserita nel “Albo per gli Esercizi Storici” istituito dal Comune di Firenze, quale negozio e antica attività di rilevante interesse storico, artistico e tipologico. La bottega fa inoltre parte quale socio costituente dell’Associazione Esercizi Storici Tradizionali e Tipici Fiorentini. |
|          | 11          | Casa del monastero di San Pier Maggiore                             | L'edificio, sviluppato su quattro piani più un volume in soprelevazione, non presenta particolari caratteri architettonici, nonostante sia segnato sul prospetto di via Giuseppe Verdi da un lungo terrazzo ricco di piante che allieta quest'ultimo tratto della via e da un portoncino con incorniciatura in pietra di carattere settecentesco. È tuttavia da segnalare sia per essere stato in antico di pertinenza del monastero delle monache benedettine di San Pier Maggiore (la cantonata tra via de' Pandolfini e via Giuseppe Verdi non a caso è nota come canto alla Badessa) sia per aver dato dimora a Giacomo Leopardi durante il suo secondo soggiorno in città, nel 1828, e, più a lungo, durante il periodo 1830-1833, come ricordato dalla lapide apposta sulla facciata nel 1901. In prossimità del canto è uno scudo fortemente abraso ma ancora leggibile come segnato da due chiavi decussate, insegna del monastero. Sul lato di via de' Pandolfini è poi un tabernacolo con edicola di carattere cinque/seicentesco, caratterizzata da un timpano triangolare spezzato e fornita di lanterna, racchiudente una pittura murale attribuita a Giovanni Balducci, databile alla seconda metà del Cinquecento e raffigurante un'Annunciazione. |
|          | 12-14-16-18 | Ex-palazzo Della Ripa                                               | Si tratta di una palazzina di cinque piani più un attico, eretta sull'angolo tra via Verdi e via Ghibellina (canto degli Aranci) nel 1961-1962, su progetto dell'architetto Rolando Pagnini in collaborazione con Giorgio Giuseppe Gori. Il carattere moderno dell'edificio non meriterebbe particolari note se non per la notevole storia del luogo precedentemente all'odierna realizzazione. Qui era infatti un'antica costruzione caratterizzata da un ampio giardino, più volte ricordata dalla letteratura come luogo deputato al ritrovo di 'poeti improvvisatori', notevolmente restaurata e ingrandita nel 1835 dall'architetto Niccolò Matas. Giunta notizia di una sua possibile demolizione per far spazio a una moderna palazzina, l'edificio fu dichiarato di particolare interesse e quindi sottoposto a vincolo architettonico con Decreto Ministeriale del 22 settembre 1958, segnalando sia il valore storico del luogo, sia la presenza di alcuni ambienti decorati con pitture murali con scene della Divina Commedia di Dante, sia, soprattutto, la necessità di salvaguardare il contesto urbano del quadrivio, segnato dall'altra grande realizzazione ottocentesca del teatro Verdi. Impugnato dai proprietari il decreto, questo venne annullato su pronunzia del Consiglio di Stato nel maggio 1960. Le demolizioni impietose iniziarono così lo stesso anno. |
|          | 15          | Casa di San Pier Maggiore                                           | Sul retro del sito della chiesa di San Pier Maggiore si trova una casa in angolo con piazza Salvemini, che reca uno stemma del monastero, con le chiavi di san Pietro incrociate e il numero 79. |
|          | 20          | Casamento                                                           | Si tratta di un edificio particolarmente esteso, di tre piani, evidentemente frutto di una ricostruzione ottocentesca a partire da più antiche case a schiera. La facciata principale, a guardare via Giuseppe Verdi, è organizzata su nove assi di finestre e, al centro, evidenzia un grande portone ad arco, con rosta e cornice a bugnato. Su via Ghibellina il fronte si chiude con ulteriori tre assi di finestre e un piccolo ingresso segnato 110 rosso. Sul canto, evidenziato al terreno con un bugnato a pettine, è un piccolo tabernacolo. Per certe assonanze di disegno e dimensioni l'edificio sembrerebbe essere stato riconfigurato negli stessi anni dell'edificio antistante su via Giuseppe Verdi, segnato con il civico 7. |
|          | 22          | Casa                                                                | L'edificio, a cinque piani su cinque assi, ha sopra il portone ad arco (incroniciato da una cornice in pietra di gusto settecentesco e decentrato) un pietrino con tre palline e la sigla F. S. N. (Fraternitas Sancti Nicholai), appartenente alla Compagnia di San Niccolò del Ceppo, che aveva sede nel vicino oratorio. Un pietrino del tutto simile è rilevabile anche nella casa di via San Niccolò segnata dal civico 6.. |
|          | s.n.        | Casa Littoria Dante Rossi                                           | L'edificio fu eretto come sede del gruppo rionale fascista Dante Rossi in una delle zone interessate dal piano di risanamento del quartiere di Santa Croce avviato nel 1936, dopo che la Federazione fascista aveva acquistato i necessari terreni nel 1938 dal Comune di Firenze. Il progetto, definito nel dicembre del 1938 e redatto dall'architetto Raffaello Fagnoni (con la collaborazione per i calcoli delle strutture in cemento armato dell'ingegner Enrico Bianchini), vide la conclusione del primo lotto di lavori su via Verdi e via dell'Agnolo (con un fronte di soli sette assi limitati dalla preesistente via Rosa che il Regolamento dell'Ufficio Tecnico del Comune aveva imposto di conservare) con l'inaugurazione della sede il 21 aprile 1940 alla presenza del ministro Pavolini. Destinato nel 1955 a divenire sede dell'Ufficio tecnico erariale, in ragione della nuova destinazione d'uso fu interessato da nuovi lavori di ridistribuzione interna e soprattutto di ampliamento (1959-1960), sempre sulla base di un progetto di Raffaello Fagnoni. |
|          | 24-26       | Sede della Direzione provinciale delle Poste e Telegrafi di Firenze | L'edificio sorge su parte dell'area resa disponibile dalle demolizioni promosse nel periodo fascista (1936) nel quartiere di Santa Croce, alla quali non avevano fatto seguito le auspicate nuove edificazioni. Si dovette quindi aspettare il 1959, quando venne conferito all'architetto Giovanni Michelucci l'incarico della progettazione della nuova sede della direzione provinciale delle Poste e Telegrafi: elaborate diverse versioni entro il 1964, l'edificio venne ultimato nei primi mesi del 1967. All'inizio degli anni settanta vennero poi realizzati ulteriori volumi tecnici, in soprelevazione all'ultimo piano. Per quanto considerata da molti opera minore nell'ambito dell'attività di Michelucci, la realizzazione è comunque esemplificativa dell'atteggiamento dell'architetto nei confronti del rapporto con un tessuto urbano preesistente. |

### Lapidi
Al 6 la casa di Pietro Dazzi, educatore e accademico della Crusca, fondatore nel 1867 delle scuole del Popolo (centri di formazione professionale rivolti ai ceti meno abbienti), decorata da una targa, posta nel 1898 e arricchita da un medaglione in bronzo con ritratto di profilo:
| IN QUESTA CASA NACQUE E ABITÒ PER MOLTI ANNI PIETRO DAZZI FONDATORE NEL MDCCCLXVII DELLE SCUOLE DEL POPOLO CHE DOPO LA SUA MORTE PER VOTO UNANIME DEI SOCI NE PORTANO IL NOME MDCCCXCVIII |

Al n. 11 la targa che ricorda dove visse Giacomo Leopardi durante il suo secondo soggiorno fiorentino del 1828:
| M. D. CCCCI PER DECRETO DEL COMUNE IN QUESTA CASA DIMORÒ PIÙ VOLTE FRA IL 1828 E IL 1833 GIACOMO LEOPARDI E QUI AGLI AMICI SUOI DI TOSCANA DEDICAVA I CANTI NELLE AUSTERE ARMONIE NON VINTA DALLO SCONFORTO DELLE COSE UMANE PERSISTEVA FATIDICA LA MAGNANIMA NOTA DELLE ITALIANE SPERANZE |

Accolto benevolmente nei circoli del gabinetto Vieusseux una prima volta nel 1827, il poeta soffrì in quell'occasione di una malattia agli occhi che gli impediva di uscire di giorno, costringendolo in casa "a sedere con le braccia in croce [...senza] altri disegni ed altre speranze, che di morire". Grazie alla generosità degli amici toscani, che lo aiutarono con un sussidio, poté tornare nel 1828 e, più a lungo, dal 1830 al 1833. Qui, residente di nuovo in questa casa, gli capitò di innamorarsi di una donna che si compiacque di avere il poeta ai suoi piedi ma non lo ricambiò, Fanny Targioni Tozzetti, chiamata nelle opere dell'artista Aspasia quale indirizzo di versi di rimprovero.